# Eiskar
Eiskar är en glaciär i Österrike.   Den ligger i förbundslandet Kärnten, i den centrala delen av landet, 300 km sydväst om huvudstaden Wien. Eiskar ligger 1 800 meter över havet.
Terrängen runt Eiskar är bergig. Runt Eiskar är det ganska glesbefolkat, med 29 invånare per kvadratkilometer.. Närmaste större samhälle är Irschen, 18,3 km nordost om Eiskar. 
Trakten runt Eiskar består i huvudsak av gräsmarker.